# Marco Djuricin
Marco Djuricin (Wenen, 12 december 1992) is een Oostenrijks voetballer die bij voorkeur als aanvaller speelt. Hij tekende in 2015 een contract bij Red Bull Salzburg.

## Clubcarrière
Djuricin speelde in de jeugd bij SV Donau Wien, Rapid Wien, Austria Wien, opnieuw Rapid Wien, FC Stadlau en Hertha BSC. Op 20 augustus 2010 maakte hij zijn profdebuut voor Hertha BSC in de 2. Bundesliga tegen Rot-Weiß Oberhausen. Bij gebrek aan speelkansen werd de spits tijdens het seizoen 2012/13 uitgeleend aan SSV Jahn Regensburg. Voor die club scoorde hij in totaal drie doelpunten uit 16 wedstrijden in de 2. Bundesliga. In 2013 werd hij transfervrij opgepikt door Sturm Graz. In zijn eerste seizoen scoorde hij zes doelpunten in achttien competitieduels. In de tweede seizoenshelft maakte hij in een maand tijd zes competitietreffers. In 2015 maakte hij een transfer naar de Oostenrijkse topclub Red Bull Salzburg. Na een half jaar bij Salzburg werd Djuricin voor de rest van het seizoen uitgeleend aan het Engelse Brentford, dat op dat moment uit kwam in het Championship. Een seizoen later speelde hij op huurbasis bij Ferencvárosi TC in Hongarije. In het seizoen 2017-18 werd hij opnieuw uitgeleend, ditmaal aan de Zwitserse ploeg Grasshoppers

## Interlandcarrière
Djuricin kwam uit voor diverse Oostenrijkse nationale jeugdelftallen. In 2012 debuteerde hij voor Oostenrijk –21, waarvoor hij in totaal achtmaal in actie kwam. Op 27 maart 2015 maakte Djuricin zijn debuut in het Oostenrijks voetbalelftal in een EK-kwalificatiewedstrijd tegen Liechtenstein (0–5 winst).

## Erelijst
| Competitie             |            |            |            |            |
| Competitie             | Aantal     | Jaren      |            |            |
| Hertha BSC             | Hertha BSC | Hertha BSC | Hertha BSC | Hertha BSC |
| ---------------------- | ---------- | ---------- | ---------- | ---------- |
| Kampioen 2. Bundesliga | 1x         | 2010/11    |            |            |
| Red Bull Salzburg      |            |            |            |            |
| Kampioen Bundesliga    | 1x         | 2014/15    |            |            |
| Beker van Oostenrijk   | 1x         | 2014/15    |            |            |